# Ferlens
Ferlens is een voormalige gemeente en plaats in het Zwitserse kanton Vaud en maakt sinds 1 januari 2008 deel uit van het district Lavaux-Oron. Voor 2008 maakte de gemeente deel uit van het toenmalige district Oron.
Ferlens telt 300 inwoners.
Op 1 juli 2016 ging de gemeente Ferlens samen met de andere gemeenten Carrouge en Mézières op in de nieuwgevormde gemeente Jorat-Mézières.